# Aleksandar Bogdanović
Aleksandar Bogdanović (in serbo Александар Богдановић?; Niš, 5 marzo 1999) è un calciatore serbo, difensore svincolato.

## Carriera
Acquistato dal Voždovac nel 2020, debutta fra i professionisti il 21 ottobre in occasione dell'incontro di Kup Srbije vinto ai rigori contro il Grafičar Belgrado.

## Statistiche
Statistiche aggiornate al 2 novembre 2021.

### Presenze e reti nei club
| Stagione        | Squadra         | Campionato      | Campionato | Campionato | Coppe nazionali | Coppe nazionali | Coppe nazionali | Coppe continentali | Coppe continentali | Coppe continentali | Altre coppe | Altre coppe | Altre coppe | Totale | Totale | Totale |
| Stagione        | Squadra         | Comp            | Pres       | Reti       | Comp            | Pres            | Reti            | Comp               | Pres               | Reti               | Comp        | Pres        | Reti        | Pres   | Reti   |        |
| --------------- | --------------- | --------------- | ---------- | ---------- | --------------- | --------------- | --------------- | ------------------ | ------------------ | ------------------ | ----------- | ----------- | ----------- | ------ | ------ | ------ |
| 2020-2021       | Voždovac        | SL              | 17         | 1          | CS              | 2               | 0               |                    | -                  | -                  |             | -           | -           | 19     | 1      |        |
| 2021-2022       | Voždovac        | SL              | 9          | 0          | CS              | 1               | 0               |                    | -                  | -                  |             | -           | -           | 10     | 0      |        |
| Totale carriera | Totale carriera | Totale carriera | 26         | 1          |                 | 3               | 0               |                    | -                  | -                  |             | -           | -           | 29     | 1      |        |